# Neven Kovačević
Neven Kovačević je hrvatski vaterpolski trener iz Splita. 
1980-ih je vodio splitski POŠK nakon trenera Vlahe Asića i Momčila Ćurkovića, u sezonama nakon odlaska ponajboljeg svjetskog vaterpolista Milivoja Bebića i još nekih igrača. Usprkos tome što je klub bio tako oslabljen, klub je zauzeo 4. mjesto u prvenstvu.
1991./92. vodio je VK Jadran iz Splita s kojim je osvojio Kup europskih prvaka.
Bio je izbornik hrvatske reprezentacije od 1998. do 2001. godine (EP u Firenci 1999., OI 2000. u Sydneyu, MI u Tunisu 2001.)
Vodio je i vaterpolski klub Jug iz Dubrovnika i Iran.

## Nagrade
- 1999. Državna nagrada za šport "Franjo Bučar"